# Borassodendron
Borassodendron es un género con dos especies de plantas con flores perteneciente a la familia  de las palmeras (Arecaceae).  
Es originario de Asia desde Tailandia hasta el oeste de Malasia.

## Descripción
Es una palmera rara, a veces se encuentran en zonas de suelos profundos en las colinas de piedra caliza, a veces en las cimas colinas en los bosques de dipterocarpáceas. En Borneo, B. borneense puede ser localmente abundante en las colinas de las tierras bajas, pero está ausente en extensas áreas de bosques aparentemente adecuados. Las hojas jóvenes de B. borneense son comidas por orangutanes, que pueden causar daños considerables, y los mismos animales pueden ser responsables de la dispersión.

## Taxonomía
El género fue descrito por Odoardo Beccari y publicado en Webbia 4: 359. 1914.
Etimología
Borassodendron: nombre genérico compuesto de Borassus y dendron = "árbol.

## Especies
- Borassodendron borneense J.Dransf.
- Borassodendron machadonis (Ridl.) Becc.